# Núria Marquès Soto
Núria Marquès Soto (Castellví de Rosanes, 4 de maig de 1999) és una nedadora paralímpica catalana.
Va néixer amb el fèmur de la cama esquerra més curt que el de la dreta. Als nou anys li van amputar el peu i li van col·locar una pròtesi, que li permetria caminar millor. Es va iniciar en la natació per recomanació mèdica, ja que aquest exercici li permetria enfortir l'esquena. Als onze anys va començar a competir i el 2014 va participar en el seu primer Mundial, aconseguint una plata i tres bronzes. El 2016 va participar en l'Europeu de natació de Funchal, que va completar amb una actuació destacada aconseguint dos ors, tres plates i dos bronzes. Al setembre d'aquest any va participar en els Jocs Paralímpics de Rio de Janeiro; allí va aconseguir el seu primer or en la prova de 400 metres lliure, on va marcar un temps de 4:42.56, dues centenes menys que l'australiana Ellie Colle, plata.
També va aconseguir la plata en la prova dels 100 metres esquena.
El desembre de 2017 va aconseguir la medalla d'or en els 100 metres esquena del Campionat del Món de natació paralímpica, celebrat a Mèxic.